# 이원준 (축구인)
이원준(李元準, 1972년 4월 2일 ~ )은 대한민국의 전 축구 선수 및 지도자이다. 선수 시절 공격수와 공격형 미드필더로 활약하였다.

## 선수 경력
1995년, LG 치타스 (현 FC 서울)에서 프로선수 경력을 시작하여 1998년 은퇴까지 원클럽맨으로 활약하였다.

## 수상

### 클럽
FA컵 우승 1회 : 1998